# Sasak (jezik)
Sasak jezik (ISO 639-3: sas; lombok, lombočki), jedan od tri austronezijska jezika koji čine skupinu bali-Sasak- ili bali-sasak-sumbawa, podskupinu Sasak-Sumbawa. Govori ga oko 2 100 000 ljudi (1989) na otoku Lombok u Indoneziji (Mali sundski otoci). Srodan je balijskom [ban] i sumbavskom [smw].
Narod Sasak se dijeli na podskupine Waktu Lima i Waktu Telu, a govore se brojni dijalekti: kuto-kute (sjevernosasački), ngeto-ngete (sjeveroistočnosasački), meno-mene (centralnosasački), ngeno-ngene (centralni istočni sasak, centralni zapadni sasak), mriak-mriku (centralni južni sasački).
1. ↑  Ethnologue (16th)

## Vanjske poveznice
- Ethnologue (14th)
- Ethnologue (15th)